# Аспарагінова кислота
Аспарагі́нова кислота́ (аспартова, аміноянтарна кислота) COOHCH2CHNH2COOH — амінокислота, один з проміжних продуктів азотистого обміну у тварин і рослин. Амід аспарагінової кислоти аспарагін є важливим продуктом азотистого обміну у рослин, резервом азоту; знешкоджує аміак, що утворюється в процесі перетворення білків.
Аспарагінова кислота стимулює синтез білка, знижує рівень аміаку в крові, нормалізує роботу печінки.